# Turm von Boyan
Koordinaten: 36° 27′ 51,5″ N, 34° 6′ 1,8″ O

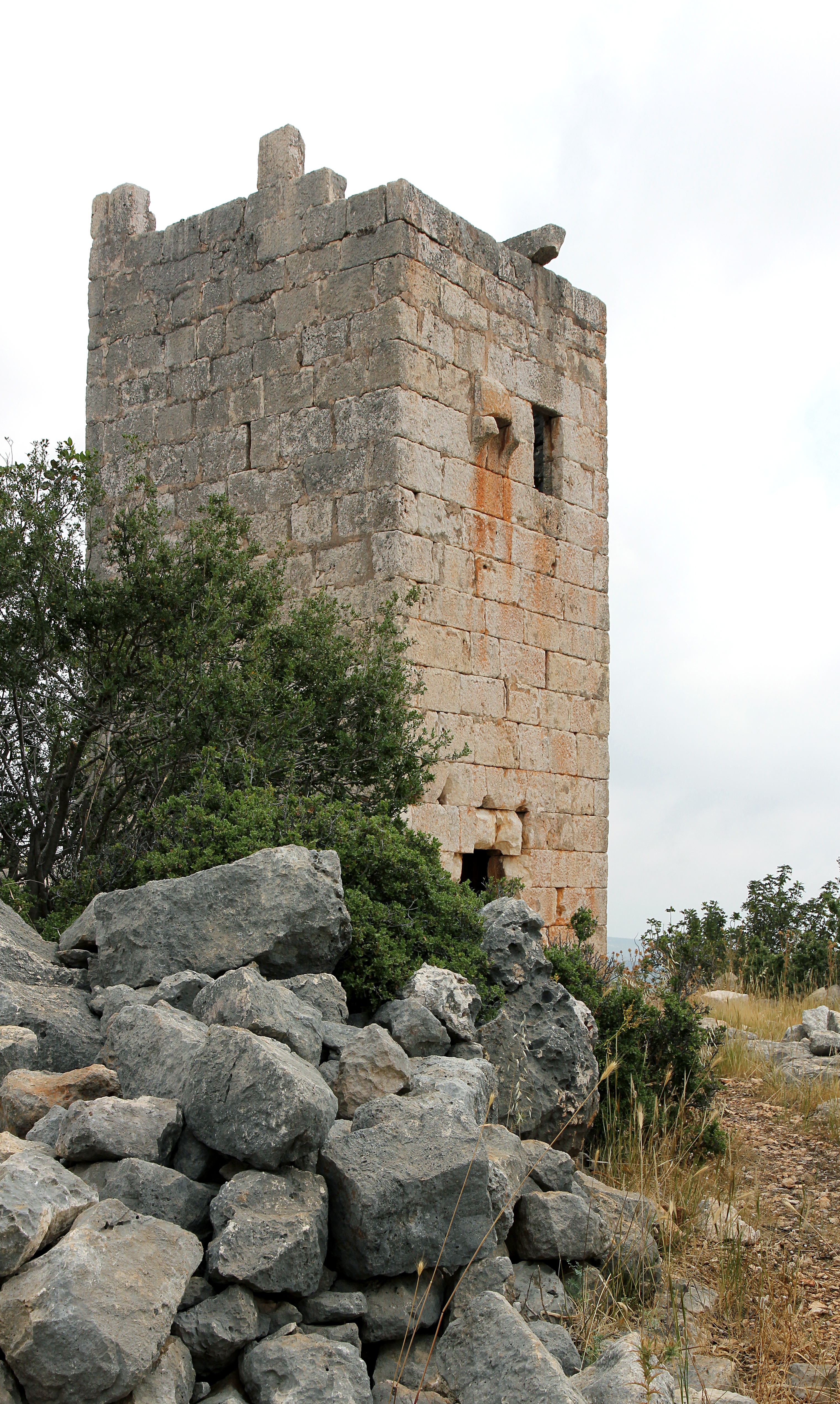
Turm von Südwesten

Der Turm von Boyan ist ein antiker Wachturm im Rauen Kilikien.

## Lage
Der Turm steht im Landkreis Silifke der türkischen Provinz Mersin. Er liegt etwa 3,5 Kilometer nordwestlich von Kızkalesi, dem antiken Korykos, und 15 Kilometer nordöstlich der Kreisstadt Silifke, etwa einen Kilometer östlich des Weilers Hasanaliler mit der dortigen Kirchenruine. Er gehörte damit zum Territorium des hellenistischen Priesterstaates von Olba. Der Turm bildet den westlichen Abschluss einer Reihe von Wachtürmen, die untereinander Sichtkontakt hatten. Dazu gehören die Türme von Akkum, Gömeç, Sarayın und Yalama, die zwischen 1,5 und 10 Kilometer entfernt im Nordosten liegen.

## Beschreibung
Der Turm hat eine Grundfläche von etwa 5,0 × 5,5 Metern bei einer erhaltenen Höhe von 9,50 Metern. Das Mauerwerk ist ohne Mörtel in isodomer Technik errichtet, das heißt, alle Steine haben annähernd das gleiche Quaderformat. Der Eingang ist in der Südwand, die Tür ist 0,90 Meter breit und 1,80 Meter hoch, in der rechten Türwange befindet sich ein Einschubloch für einen Verschlussbalken. Auf dem Türsturz sind stark zerstörte Reste von zwei olbischen Zeichen, einer Keule und einem Kranz, zu erkennen. Der Turm hatte neben dem Erdgeschoss zwei Obergeschosse und darüber eine zinnenbewehrte Kampfplattform, wobei von den Zinnen nur noch wenige erhalten sind. Die Balkendecken der Stockwerke lagen auf innen vorkragenden Konsolen. Die Südwand hat ein Schlitzfenster im ersten sowie im zweiten Obergeschoss ein rechteckiges Fenster von 0,68 × 1,04 Metern, daneben liegt über dem Eingang eine Pechnase. Ein weiteres Fenster von 0,92 × 1,06 Meter findet sich in der Ostseite, daneben ist eine Entwässerungsrinne eingelassen, dazu kommen je ein Schlitzfenster im ersten Ober- und im Erdgeschoss. Die Nordwand verfügt lediglich über ein Schlitzfenster pro Stockwerk sowie eine Entwässerungsrinne für die Kampfplattform, in die Westwand sind gleichfalls zwei Schlitzfenster eingearbeitet. 
Drei Löcher im Mauerwerk über der Tür waren vermutlich für die Aufnahme von Hölzern gedacht, die eine Laube über dem Eingang trugen. Dies fand allerdings erst in einer späteren Phase statt, als die Verteidigungsfunktion des Turmes nicht mehr vorrangig war, da die Funktion der Pechnase über der Tür durch die Laube nicht mehr gegeben war. Eine Reihe von Balkenlöchern in der Süd- und Nordwand des ersten Stocks deuten darauf hin, dass in dieser späteren Zeit hier ein Zwischenboden eingezogen wurde, wahrscheinlich zu Lagerzwecken.
In der näheren Umgebung des Turms liegen die Überreste von Wohn- und Wirtschaftsgebäuden aus byzantinischer Zeit, auch einer Pressanlage und einer Zisterne.

## Türme im Rauen Kilikien
Im Rauen Kilikien, besonders im Gebiet zwischen den Flüssen Kalykadnos, heute Göksu, und Lamos, heute Limonlu, finden sich zahlreiche Türme aus späthellenistischer Zeit bis in die römische Kaiserzeit. Teils freistehend, teils in Siedlungen und Festungsanlagen eingebaut, ist allen gemeinsam erkennbar die Funktion als Wachturm. Sie dienten der Verteidigung gegen Angriffe, hauptsächlich durch Piraten, die sich hier niedergelassen hatten, nachdem die Herrschaft über das Gebiet im 2. Jahrhundert v. Chr. von den Seleukiden an die Römer übergegangen war. Fünf freistehende Türme (Akkum, Boyan, Gömeç, Sarayın und Yalama) mit Quadermauerwerk gruppieren sich um Korykos und Elaiussa Sebaste, die sich um die Jahrtausendwende als Metropolis der Region abwechselten. Bei ihnen lässt sich zusätzlich eine Wohn- und Lagerfunktion erkennen. In den unteren, lichtlosen Stockwerken konnten Lebensmittel wie Getreide gelagert werden, ebenfalls dienten sie als Rückzugsort der Bewohner der näheren Umgebung. Von den oberen, zinnenbewehrten Plattformen aus konnten sie von Bogenschützen verteidigt werden. Anhand der gleichartigen Bauweise und der Tatsache, dass sie sich in einer Entfernung von drei bis fünf Kilometern voneinander befanden, können sie als zusammengehörige Gruppe mit Wach- und Signalcharakter betrachtet werden. Ihre vermutliche Entstehungszeit wird eingegrenzt durch das Ende der seleukidischen Herrschaft 133 v. Chr., die Besiegung der Piraten 65 v. Chr. durch Pompeius und als spätesten Zeitpunkt 74 n. Chr., als das Gebiet römische Provinz wurde.

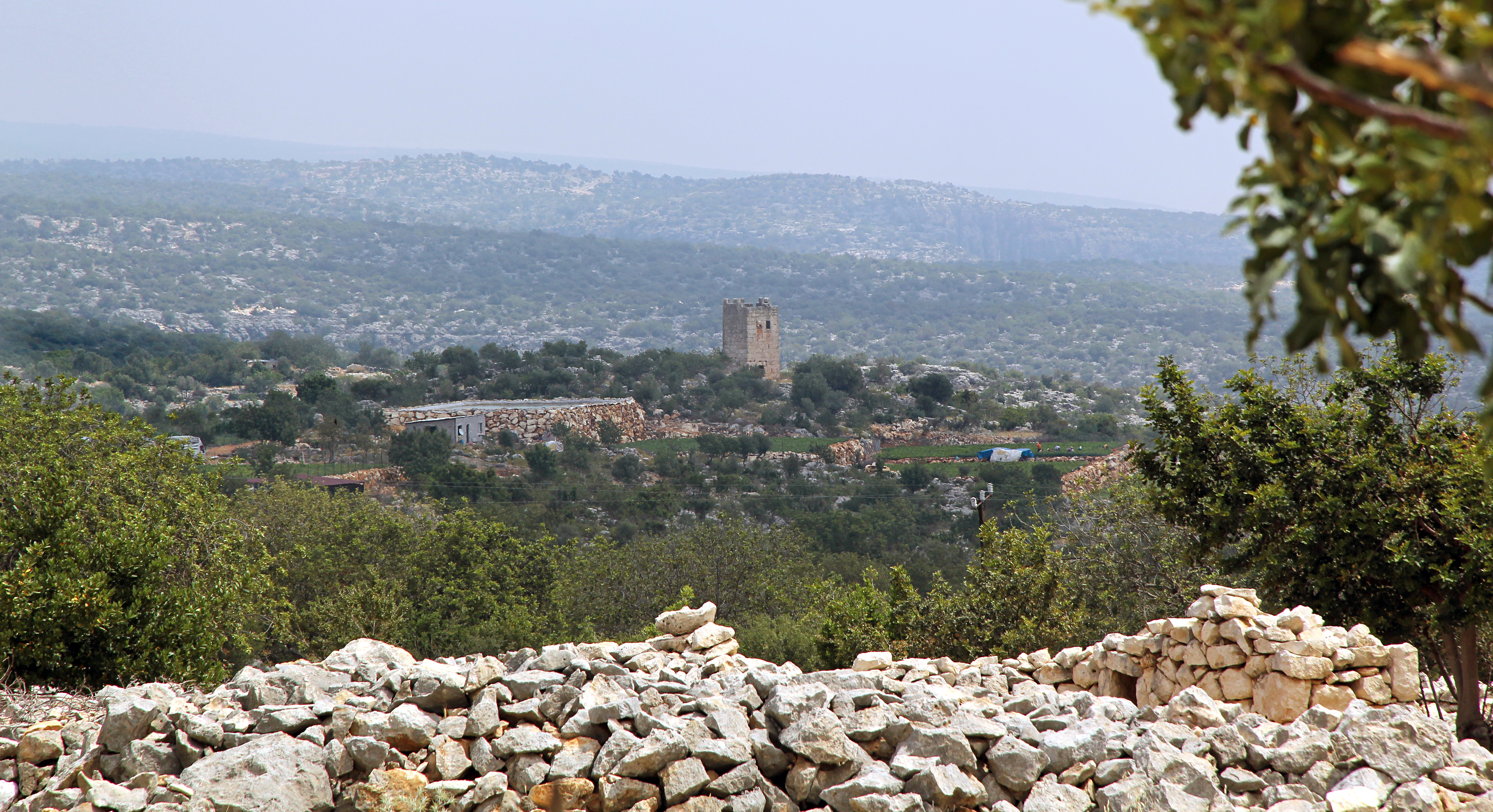
Turm von Südwesten
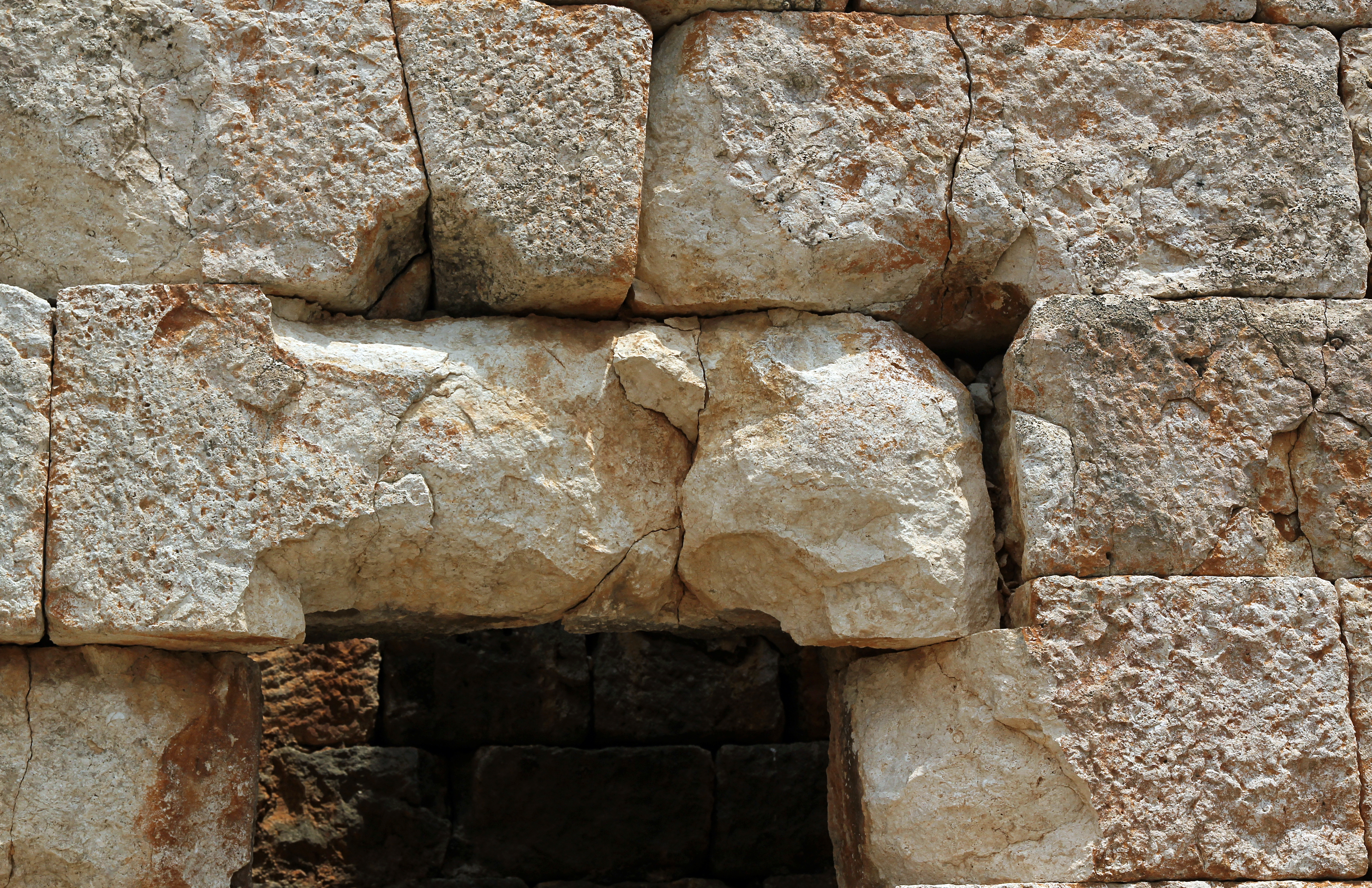
Spuren von Keule und Kranz auf dem Türsturz
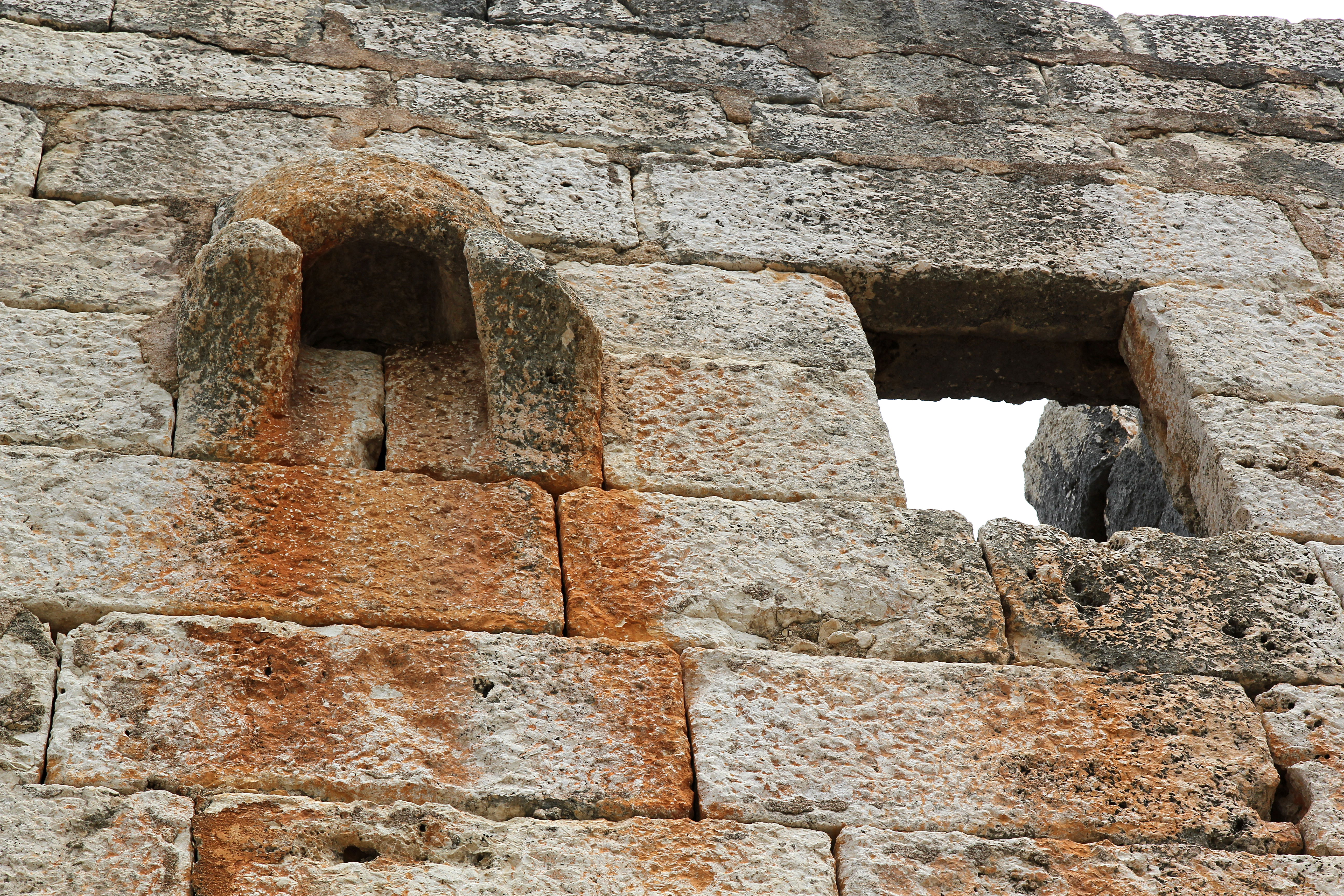
Fenster und Pechnase in der Südwand
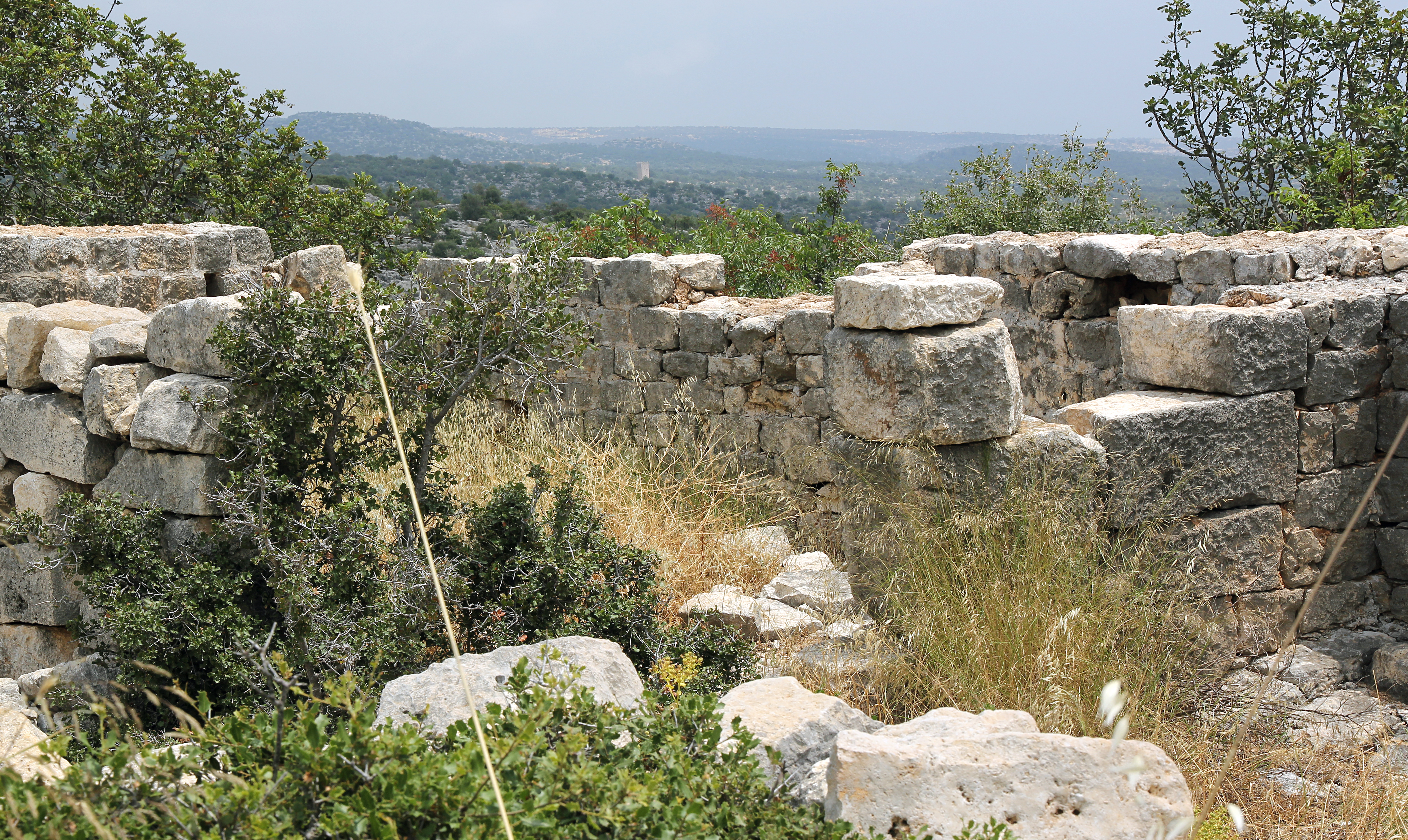
Siedlungsreste
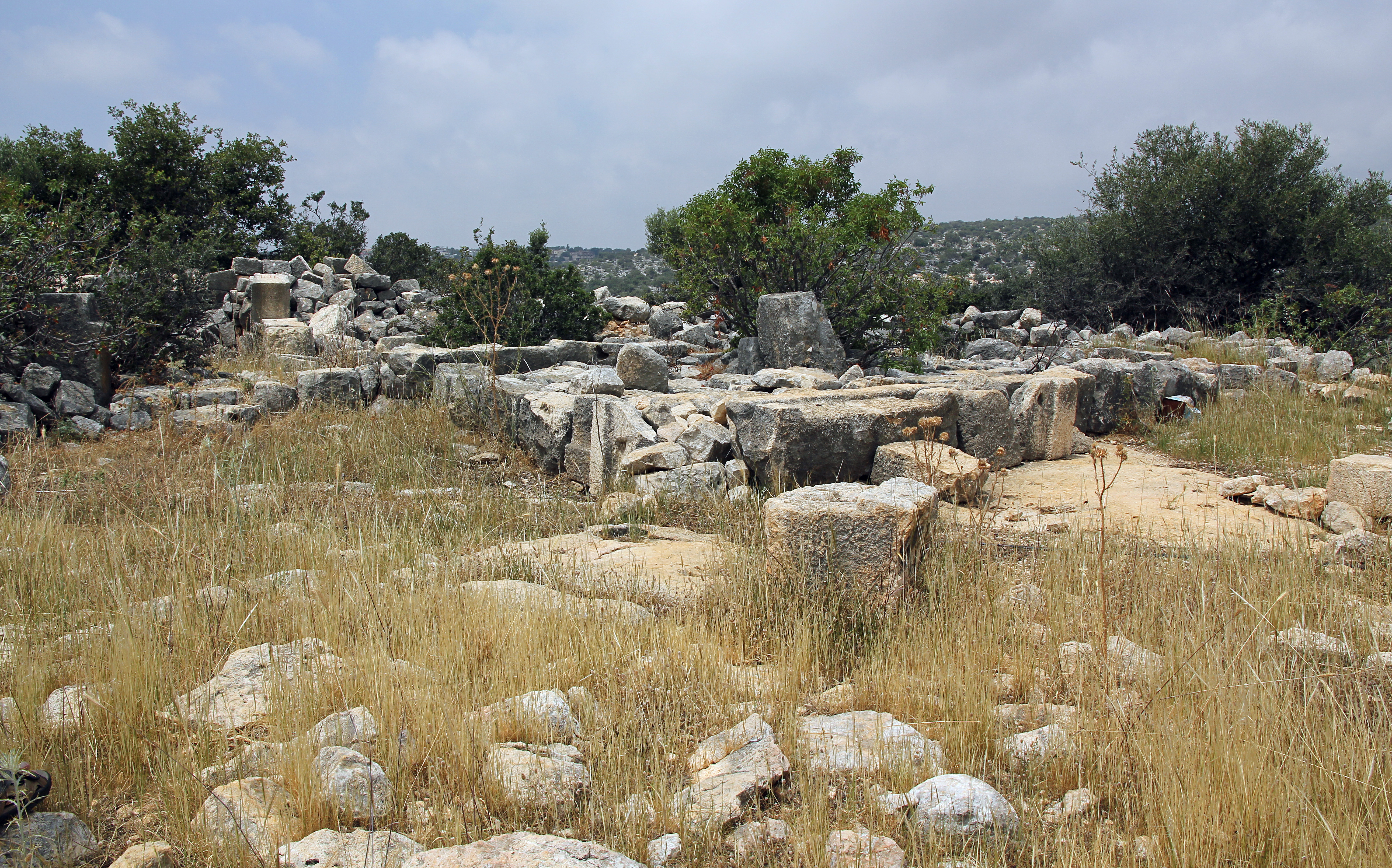
Zisterne